# Joanna Wysocka
Joanna Krystyna Wysocka (ur. w Polsce) – polsko-amerykańska biolożka, specjalistka biochemii.

## Życiorys
Joanna Wysocka pochodzi z Łodzi, maturę zdała w tamtejszym XV Liceum Ogólnokształcącym. Laureatka Olimpiady Chemicznej oraz reprezentantka Polski na Międzynarodowej Olimpiadzie Chemicznej (1992). W okresie szkolnym była stypendystką Krajowego Funduszu na rzecz Dzieci. W 1998 ukończyła studia w zakresie biologii molekularnej na Wydziale Biologii Uniwersytetu Warszawskiego. W trakcie studiów prowadziła badania w Cold Spring Harbor Laboratory. W 2003 otrzymała w Instytucie Biochemii i Biofizyki Polskiej Akademii Nauk stopień doktora nauk biologicznych w specjalności biochemia. W 2006 ukończyła na Uniwersytecie Rockefellera pod kierunkiem Charlesa Davida Allisa studia podoktorskie w zakresie biologii chromatyn.
Od 2006 wykładowczyni Uniwersytetu Stanforda. Główna badaczka w Stanford University School of Medicine, gdzie prowadzi własne laboratorium.
Od 2018 członkini Amerykańskiej Akademii Sztuk i Nauk, od 2019 Europejskiej Organizacji Naukowców Przyrodniczych (EMBO), zaś od 2024 National Academy of Sciences.

## Wyróżnienia
- Baxter Foundation Award (2007)
- Searle Scholar Award (2007–2010)
- California Institute for Regenerative Medicine New Faculty Award (2008–2013)
- W. M. Keck Distinguished Young Scholar in Medical Research Award (2008–2013)
- Outstanding Young Investigator Award (2010), the International Society for Stem Cell Research (ISSCR)
- California Institute for Regenerative Medicine Basic Biology Awards (2011)
- Harland Winfield Mossman Award in Developmental Biology, American Association of Anatomists (2013)
- Vilcek Prize for Creative Promise, Vilcek Foundation (2013)
- Investigator Award, Howard Hughes Medical Institute (2015)
- Valkhof Chair Award, Radboud University Nijmegen, the Netherlands (2017)
- Elected Member, American Academy of Arts and Science (2018)
- Lorry Lokey Endowed Chair, Stanford University (2019)
- Momentum Award, International Society for Stem Cell Research (2022)

Źródło.